# Julio Losada
Julio Daniel Losada (født 16. juni 1950) er en uruguayansk tidligere fodboldspiller (angriber).
Losada spillede gennem sin karriere seks kampe for Uruguays landshold. Han var en del af landets trup til VM 1970 i Mexico, og spillede to af uruguayanernes seks kampe i turneringen.
På klubplan spillede Losada fire år for Montevideo-storklubben Peñarol. Efterfølgende skiftede han til græske Olympiakos, hvor han var tilknyttet de følgende 8 sæsoner. Han var her med til at vinde fire græske mesterskaber.